# Can Bosc del Far
Can Bosc del Far és una masia de Dosrius (Maresme) inclosa a l'Inventari del Patrimoni Arquitectònic Català.

## Situació
Constitueix un conjunt aïllat del veïnat del Far, en uns plans de la serra del Corredor, rodejat de camps de conreu i bosc. Està situat a banda i banda de la pista que va del coll de can Bordoi fins a Vallgorguina, passant pel Santuari del Corredor.

## Descripció
És un conjunt d'aspecte senyorial format per cinc edificacions de diferents èpoques.
Al marge sud de la pista del Corredor hi ha l'edifici principal, de grans proporcions, que té sengles construccions a ambdós costats: 
- A llevant hi ha el pati i un edifici de planta i pis, de tres cossos, destinat a dependències de treball. Al mur que uneix els dos edificis i tanca el pati pel costat de la pista, hi ha el portal d'accés format per dos muntats i una gran llinda de pedra granítica. En aquesta llinda es pot llegir la inscripció 1568 IHS - MAR.[2] Sobre aquest mur d'entrada al pati, hi ha una galeria que connecta tots dos edificis a l'altura del primer pis, sostinguda pel mateix mur i per un arc de pedra. Abans de les darreres obres de rehabilitació aquesta galeria era coberta.Llinda d'accés al pati de can Bosc, amb inscripció. Foto: A. Plans

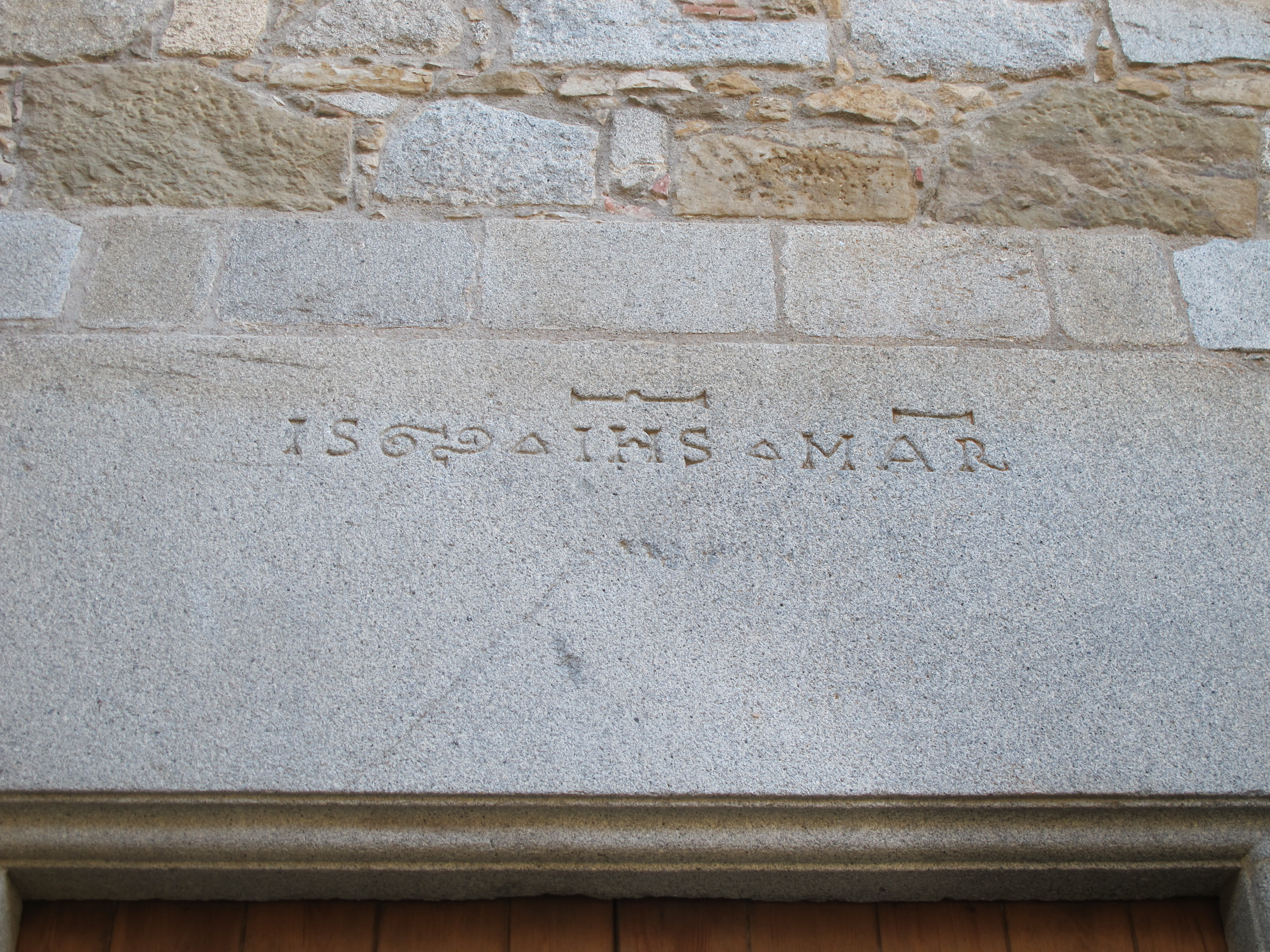
Llinda d'accés al pati de can Bosc, amb inscripció. Foto: A. Plans

- A ponent hi ha un edifici de dos cossos, amb planta i pis, adossat al principal. S'hi accedeix des de la pista, per una escala de pedra i una porta adovellada, i per dins està connectat amb l'edifici principal.
- Al davant, a l'altre costat de la pista, hi ha el quart edifici, de planta baixa i pis
- I una mica apartada, hi ha una cinquena construcció allargada, de planta baixa.

L'edifici principal és de planta quadrangular, distribuïda en tres crugies. Consta de planta baixa i dos pisos, amb coberta de teula àrab a quatre vessants, acabada en ràfec que es recolza sobre una cornisa motllurada.  
La façana principal, a llevant,  dona al pati. Té un gran portal adovellat - de disset dovelles- i vuit finestres de dimensions jerarquitzades segons la importància de cada pis, ordenades en les tres plantes i les tres crugies de l'edifici. Les finestres son quadrangulars, amb brancals de carreus, que juntament amb les llindes i els ampits estan treballats amb una fina motllura.
La façana sud dona sobre un desnivell del terreny i està reforçada per dos contraforts que sobrepassen el primer pis. Té set finestres grans i tres de petites. Les dues finestres de la planta baixa estan protegides amb una reixa de ferro forjat treballada.
La façana nord és la que dona a la pista del Corredor, té sis finestres, i, al mur que tanca el pati, a continuació de la façana, hi ha el portal amb la llinda gravada.
De l'interior destaca l'ampli rebedor de l'entrada, on hi ha l'escala que puja a la planta pis, amb barana de tancament i volta de pedra, recolzada en dues pilastres, també de pedra.
A la planta baixa, a la dreta del rebedor, la cuina encara conserva alguns dels elements originals, amb la llar de foc que ocupa tota l'amplada de l'estança.
A la planta pis, els portals d'accés a les estances estan construïts amb carreus i llinda plana, i hi destaca la llar de foc de la sala.
A la sala, damunt del forat de l'escala, hi havia el tinell de fusta, destinat a guardar i mostrar el parament de la taula. Actualment aquest tinell es conserva i es pot veure al Museu del Disseny de Barcelona. Segons una inscripció al fris de l'armari, Pere Bosc, propietari de la masia, va encarregar aquest moble a Jaume Roig l'any 1574.

## Història

### En mans dels Bosc
Les primeres notícies documentals de can Bosc son de principis del segle xvi, en un capbreu de diversos dominis a Sant Celoni, fet a favor de Salvi Bosch, del Far, tot i que hi ha documentació segons la qual, el llinatge dels Bosc del Far data del segle xiii.
El 1543, en un altre capbreu, s'esmenta un Pere Bosch propietari del mas Bosch del Far. Probablement es tracti del mateix Pere Bosc que va encarregar el tinell de can Bosc el 1574, i que va ser enterrat a Sant Andreu del Far.
Fins a mitjans del segle xvii, es pot seguir una pista irregular dels Bosch del Far: Antic Bosch en un document de 1591, Antoni Bosch en un document de 1627, o Francesch Bosch en un document de 1650 en què se l'identifica com a argenter de Barcelona, propietari del mas Bosch del Far.
A la segona meitat del segle XVII, entre 1653 i 677, Francesc Bosch va vendre can Bosc a l'església de Santa Maria del Mar de Barcelona, en la modalitat de contracte a carta de gràcia conegut popularment com a empenyorament. I el 1677, el mateix Francesc Bosch i el seu fill Josep van vendre també, el dret a recuperar el mas Bosch, és a dir el Ius luendi, a Josep Maris I i de Lloreda, ciutadà honrat de Barcelona.
A la documentació conservada al Fons Llinatge Mercader. Comtes de Bell-lloc a l'Arxiu Nacional de Catalunya, consta que el 1677 Francesch Bosch es traslladà a Lleida.
Podria tractar-se del mateix Francesc Bosch, argenter o orfebre, que l'historiador de l'Art Joan-Ramon Triadó situa a terres de Lleida, com a autor de la Mare de Déu del Claustre per a la Catedral de Solsona, el 1661, i de les quatre imatges d'àngels alats per al sepulcre de Santa Eulàlia a la Catedral de Barcelona, el 1667.

### En mans dels Marís
Josep Marís I i de Lloreda (1628-Barcelona 1677) era fill de Jacint de Marís, cirurgià de Manresa, i Victòria de Lloreda. S'havia instal·lat a Barcelona i es dedicava als negocis, principalment al comerç de teixits, amb relacions comercials a ultramar. En poc temps havia passat de negociant a Cavaller, passant per botiguer de teles, mercader i Ciutadà Honrat.
Amb la compra del Ius luendi del mas Bosc a l'església de Santa Maria del Mar, Josep Maris I tenia la intenció de recomprar el mas aquell mateix any de 1677,  però la seva mort, només tres mesos després d'haver signat la compra, va deixar la gestió a mitges, en mans del seu oncle Maurici Lloreda, com a tutor del seu fill natural, legitimat el 1668,  Josep Maris II, menor d'edat. Maurici Lloreda va enllestir la compra el mateix any 1677 i 2 anys després, el 1679 va acabar de pagar les 3.938 lliures de moneda de Barcelona (lmb) que quedaven pendents.
Josep Marís I havia deixat escrit, al seu testament, que, en cas que el seu fill no tingués fills legítims, cedia, per un període de 20 anys, l'usdefruit dels seus béns, als Administradors de l'HGSCB (Hospital General de la Santa Creu de Barcelona).
El 1687 Josep Marís II, amb 19 anys, es va casar amb Violant d'Olzinelles, de Lleida i s'instal·laren a Mataró. No van tenir fills. Però el 7 de setembre de 1699 va néixer  Jeroni Marís, fill il·legítim de Josep Marís II i d'una dona vídua que servia de criada a casa seva, de la que no se n'ha conservat el nom. Josep Marís feu batejar el nen a Santa Maria del Pi i es va fer càrrec de la seva manutenció i educació, sense arribar a legitimar-lo, com havia fet el seu pare amb ell.
Josep Marís II va morir el 1719,  i en el seu testament va nomenar hereva universal dels seus béns, la seva esposa Violant de Marís i d'Olzinelles indicant que a la seva mort, la successió havia de seguir les condicions establertes pel seu pare Josep Marís I en el seu darrer testament. Segons aquest testament, l'herència de Josep Maris I estava gravada amb un vincle real, gradual i perpetu, que només considerava els descendents legítims com a possibles hereus.
La vídua de Josep Maris II, Violant d'Olzinelles, va retenir el mas Bosc i la resta de béns, en règim de tenuta i usdefruit, per la reclamació del pagament de la dot i l'esponsalici.
Aquest fet va provocar un plet que es va iniciar poc més d'un mes després de la mort de Josep Maris II i que va durar 23 anys, en què Jeroni Marís, Teresa de Lloreda i Sauleda, Josep Antoni Grau (menor), i Antoni Llor (menor),  reclamaven la successió dels bens de Josep Maris I,  a la vegada que l'HGSCB en reclamava l'usdefruit.
El 1742 una Reial Sentència nomenava hereva universal del mas Bosc i la resta de bens a Teresa Lloreda i Sauleda, com a parenta més propera de Josep Marís I, per part de mare.
Quatre anys més tard, el 1746, Teresa Lloreda s'havia casat amb Jeroni Marís i tenia la seva primera filla, Teresa Maris i de Lloreda, a la que seguirien tres noies més: Jerònima, Josepa i Antònia, nascuda el 1753, el mateix any de la mort de la seva mare.
En el seu testament, Teresa Lloreda, havia facultat al seu marit Jeroni Marís perquè disposés dels seus béns.
Jeroni Marís va morir el 1765 a Cardedeu i can Bosc i la resta de bens van passar a mans de la seva pubilla,  Teresa Marís i de Lloreda, de 19 anys, que  uns dies més tard es casava amb Melcior de Belloch, net del primer comte de Bell-lloc Ramon de Belloch i Macip.
Per les cartes matrimonials signades entre Teresa i Melcior, aquesta cedia els seus bens en usdefruit al seu marit i a la seva sogra Margarida Lleotart, mentre durés el matrimoni.

### En mans dels Belloch i els Mercader
Teresa Marís i de Lloreda va morir el 1779, després del seu vuitè part, sense haver fet testament i va ser el seu primogènit, Josep Mariano de Belloch i Marís qui va heretar el mas Bosc i la resta de bens materns, quan només tenia 12 anys. El seu net, Joaquim de Mercader i de Belloch va heretar el patrimoni Marís i va aconseguir reunir el patrimoni Belloch, la major part del qual havia anat a parar a mans d'uns hereus de confiança per voluntat del seu besavi Melcior de Belloch.
Sembla que Joaquim de Mercader va confiar l'administració de can Bosc a pagesos locals; Francesc i Andreu Massuet, pare i fill, amb qui va fer diversos tractes, com el contracte de tall i venda d'arbrat dels boscos del Corredor i Casa Bosc del Far el 1866, i amb qui signà almenys un contracte de parceria per cinc anys, el 1875.
Precisament en aquest contracte amb Andreu Massuet, s'especifica que Joaquim de Mercader, aleshores ja II comte de Bell-lloc, es reservava algunes dependències per a ell i la seva família. No consta si va ser ell o algun dels seus fills qui en podria haver fet ús algun cop.
Sembla que el primer i únic Mercader que es va interessar per can Bosc va ser Arnaldo de Mercader i Zufia, III comte de Bell-lloc, l'hereu de Joaquim de Mercader.
La correspondència privada, indica que ja el 1885, era Arnaldo de Mercader qui s'ocupava de can Bosc: els tractes amb el masover, el cobrament dels censos i el seguiment dels treballs del bosc i del camp. L'especial lligam d'Arnaldo de Mercader amb can Bosc, es fa del tot evident quan el 1899 encarrega a la casa Ribas i Pradell la construcció d'un original xalet desmuntable, Villa Lina, dedicat a la que havia de ser la seva esposa, Paolina Pozzali Crotti. Com a variant particular, hi fa instal·lar l'observatori Belloch al capdamunt.

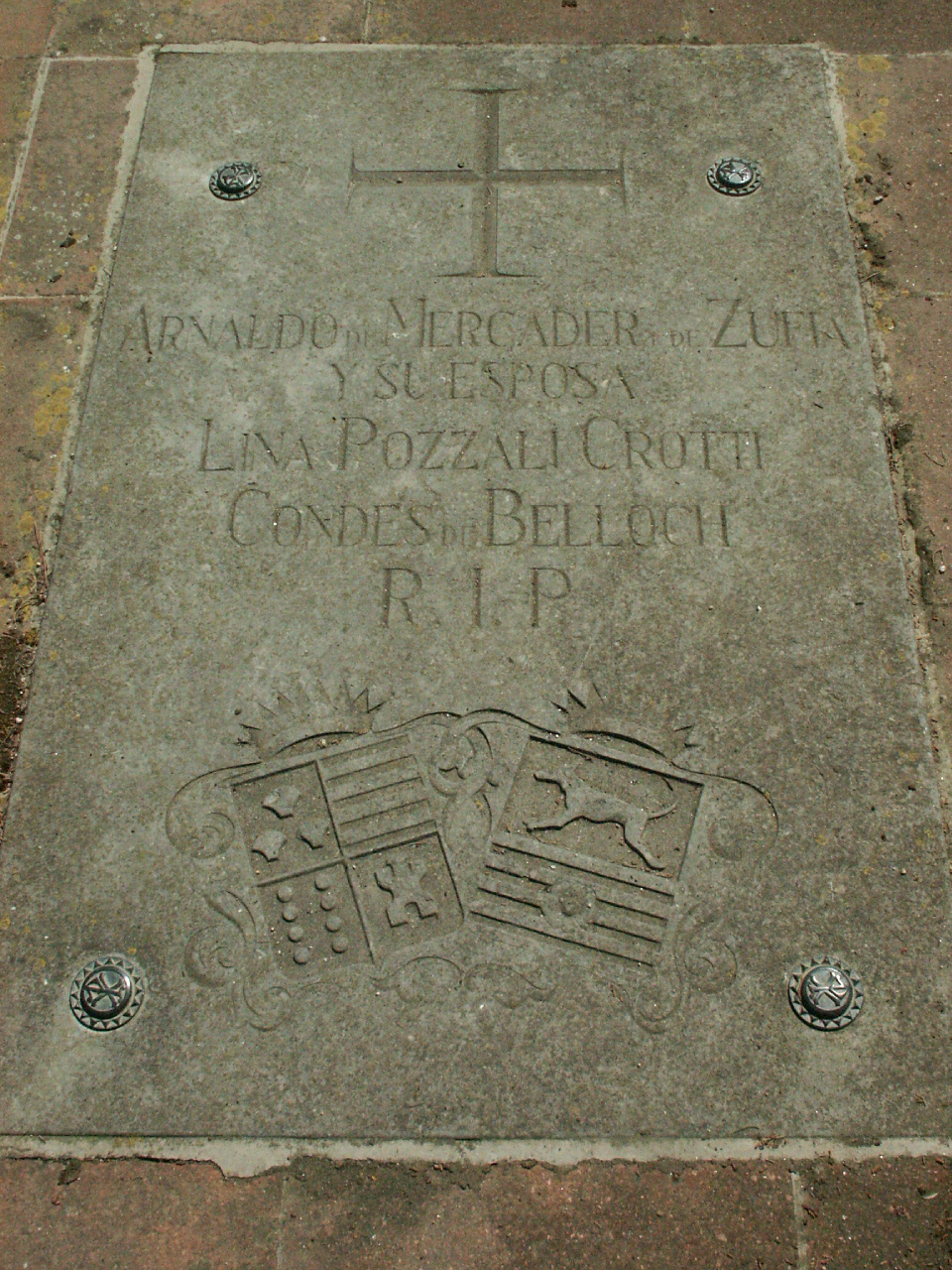
Làpida dels comtes de Bell-lloc, Arnaldo de Mercader i Lina Pozzali. Foto: A. Plans

No és estrany, doncs, que Arnaldo de Mercader i Paolina Pozzali es casessin precisament a Sant Andreu del Far, el 18 de juliol de 1901, on també son enterrats, sota una làpida amb la inscripció: ARNALDO DE MERCADER DE ZUFÍA I SU ESPOSA LINA POZZALI CROTTI, CONDES DE BELLOCH, RIP, i els escuts Mercader i Bell-lloc entrellaçats.
Des de l'any 1914 i durant poc més de 100 anys, han estat masovers de can Bosc la família Coderch i Filbà. Primer, en Guillem Coderch i la seva esposa Pepeta Filbà, amb els seus fills Peret, Rafel, Josep M. i Conxa. Després, en Rafel Coderch, que és qui es va fer càrrec de l'activitat agrícola i ramadera de la masia fins que es va jubilar.
Al principi de la Guerra Civil espanyola, Villa Lina va ser cremada per un escamot de les Joventuts Llibertàries de Mataró, segons Esteve Albert.
A la seva mort, el 1932, Arnaldo de Mercader havia instituït hereva universal la seva vídua, Paolina Pozzali, comtessa de Bell-lloc, fet que li va permetre disposar plenament dels seus bens.

### En mans de la Fundació Belloch-Pozzali
Així, quan el 10 de gener de 1953 va morir la comtessa de Bell-lloc, havia fet testament a favor de la Fundació Belloch-Pozzali, constituïda legalment uns anys més tard, el 10 d'octubre de 1961, mitjançant decret episcopal. L'arquebisbe de Barcelona, el Dr. Gregorio Modrego Casaus, n'era el president, mentre que el vicepresident era mossèn Albert Bonet i Marrugat, canonge de la Catedral de Barcelona, confessor personal i marmessor testamentari de la comtessa.
Mentre can Bosc va pertànyer a la Fundació Belloch-Pozzali sembla que alguns membres del Bisbat de Barcelona visitaven la masia. El principal interès de la Fundació era mantenir activa l'explotació agrícola i ramadera de la finca.

### En mans de la Diputació de Barcelona
El 21 d'octubre de 1977, mitjançant escriptura de compra-venda, la Fundació Belloch-Pozzali atorgà a favor de la Diputació de Barcelona la finca de can Bosc, amb una superfície total d'1.658.214 m², formada per terres de regadiu, de secà, de vinya i de bosc.
Actualment, forma part del Parc del Montnegre i el Corredor, gestionat per la Diputació.